# Via fabula
Les éditions Via Fabula sont une maison d'édition française spécialisée dans la littérature augmentée et plus précisément les histoires « adaptatives », créée en 2016 par Bruno Marchesson, Aurélie Chavanne et Rémy Bauer, et installée à Toulouse,. 

## Histoire
Le premier titre publié, Chronique(s) d'abîme de Marc Jallier, est paru en 2016. Cette start-up, anciennement rattachée à l'incubateur Midi-Pyrénées et hébergée à La Cantine Toulouse, propose de créer des histoires qui s'adaptent au lecteur : pas comme les livres dont vous êtes le héros mais en tenant compte des données du lecteur (sa ville, la météo). Ainsi Stéphane Soumier, présentateur de l'émission Hello Start-up sur BFM résumait le concept ainsi : « Vous êtes en train de lire un roman. Tout d'un coup chez vous un orage éclate et un orage va arriver dans le roman que vous êtes en train de lire ».

## Prix
- A l'occasion du prix du livre numérique 2016 Youboox, Chronique (s) d’abîme de Marc Jallier remporte la Mention spéciale du jury[6].

## Titres

### Histoires adaptatives
- Marc Jallier, Chronique(s) d'abîme, 2016.  (ISBN 979-10-96193-00-4).
- Vincent Leclerc, Imagica, le nouveau nom de L'Île du bout du monde(s), 2016.  (ISBN 979-10-96193-01-1).
- Laurent Pendarias, Guislain, Aventurier Intérimaire, 2016.  (ISBN 979-10-96193-02-8).

### Accessoires physiques
À la suite de la parution de l'histoire adaptative pour enfants Imagica, le nouveau nom de L'Île du bout du monde(s), Via Fabula a organisé une campagne de financement participatif qui a permis de produire des jeux de cartes permettant aux jeunes lecteurs de déclencher les différents arcs de l'histoire grâce à un système de scan.

### Couverture adaptative
La couverture du troisième titre Guislain, Aventurier Intérimaire varie également en fonction du contexte : par exemple si l'histoire est lue par une nuit pluvieuse la couverture fait apparaître une illustration nocturne représentant le personnage sous la pluie.

### Traductions
- L'île du bout du monde(s), rebaptisée Imagica en 2017 a été traduit en anglais.

### Presse
- Julie Guérineau, Un thriller numérique taillé sur mesure, La Dépêche, 11 avril 2016.